# Бетсен, Серж
Серж Бетсен Тчуа (фр. Serge Betsen Tchoua, родился 25 марта 1974 в Кумбе) — французский регбист камерунского происхождения, игравший в третьей линии на позиции фланкера, ныне тренер защитников английского клуба «Лондон Скоттиш». Основатель нескольких благотворительных организаций.

## Игровая карьера

### Клубная
Азы регби Серж постигал в Клиши-ла-Гаренн, куда переехал в возрасте 9 лет. В возрасте 18 лет, в 1992 году он перешёл в «Биарриц Олимпик», в составе которого выступал до 2008 года. Будучи мощным игроком, он помог команде трижды выиграть чемпионат Франции в 2002, 2005 и 2006 годах. Его команда играла также в финале Кубка Хейнекен 2005/2006. В 2002 году Серж был признан лучшим регбистом Франции за выступления как на уровне клуба, так и за сборную, и награждён «Золотым Оскаром» от журнала «Midi olympique».
В 2005 году Серж получил серьёзную травму челюсти в матче против «Тулузы». Когда он уходил с поля, его провожала овацией вся публика, проявляя уважение к его персоне. Но в тот же год Серж отличился и с отрицательной стороны: в матче Кубка Хейнекен против «Лондон Уоспс» он врезался в Стюарта Эбботта, который получил перелом ноги и был срочно уведён с поля. Тогда Серж чудом избежал дисквалификиации. Некоторое время Серж вёл переговоры с «Лестер Тайгерс», но остался в «Биаррице» ещё на три года, продлив контракт.
В 2008 году Серж подписал контракт с «Лондон Уоспс», где и собирался завершить карьеру. Он  своей игрой заслужил уважение со стороны фанатов. Ему пришлось стать капитаном клуба на то время, когда игроки были вызваны в свои сборные для подготовки к Кубку шести наций. Некоторое время в клубе даже предлагали назначить Сержа вторым капитаном наравне с Филом Викери. В июне 2011 года Бетсен объявил об уходе из клуба, а 10 марта 2012 и вовсе заявил, что завершит карьеру игрока. Прощальный матч Бетсен провёл 6 июня 2012 в Бьяррице.

### В сборной
Серж сыграл 65 матчей за сборную Франции. Первый матч провёл 22 марта 1997 против Италии, последний — в полуфинале чемпионата мира 2007 против Англии. Вызываться регулярно в сборную он стал только с 2000 года. Стараниями Бетсена Франция выиграла три Кубка шести наций в 2002, 2004 и 2007 годах. Слава в сборной к Сержу пришла на Кубке шести наций 2002 года: тогда в матче против Англии Серж выключил из игры лидера англичан, легендарного Джонни Уилкинсона. Позднее тренер сборной Англии Клив Вудворд сказал, что именно Серж и стал тем игроком, который принёс победу Франции в матче. Франция в итоге сумела выиграть Кубок и завоевать Большой шлем.
В полуфинале чемпионата мира 2003 года Франция проиграла Англии, будущему победителю: Серж реализовал тогда единственную попытку французов. В матче за 3-е место французы тоже потерпели неудачу, став 4-ми. Повторение результата произошло и спустя 4 года, когда часть матчей чемпионата мира принимала непосредственно сама Франция. Но, начиная с 2006 года, Серж играл всё реже и реже: осенью 2005 года травма в матче против «Тулузы» стоила ему места в сборной. В 2007 году Серж впервые вывел сборную в ранге капитана на матч против Уэльса. На чемпионате мира 2007 года его команда заняла 4-е место: в победном для французов четвертьфинале против Новой Зеландии Серж получил сотрясение мозга уже на 4-й минуте и вынужден был покинуть поле, уступив место Иманолю Аринордоки.
Об уходе из сборной Серж объявил 16 января 2008, решив сконцентрироваться на клубных выступлениях. Он набрал 45 очков во всех своих матчах (суммарно за 9 попыток). В 2009 году изъявлял желание вернуться в сборную.

### Стиль игры
Мощный физически, свои прозвища «Газонокосилка» и «Секатор» Бетсен получил благодаря мастерству захватов: он хорошо тренировал руки и ноги. Также он умел играть на обоих флангах. Специалисты называют его лучшим игроком в мире по захватам, а противники реально его боялись на поле боя, за что прозвали в Англии «Биаррицким живодёром». Бернар Лапорт, тренер сборной Франции, говорил, что у Бетсена был «дух воина». На чемпионатах мира Бетсен стал известен как мастер подножек: на чемпионате мира 2007 года он совершил 56 подножек, опередив ближайшего преследователя на 12 пунктов.

## Тренерская карьера
В 2012 году Бетсен стал тренером защитников английского клуба «Лондон Скоттиш».
С 2012 по 2014 годы Бетсен занимал должность вице-президента Профсоюза регбистов Франции.

## Благотворительная деятельность
По окончании своей карьеры Серж изъявил желание посвятить свою дальнейшую деятельность регбийной академии, основанной им в 2004 году. Академия помогает детям Камеруна не только освоить правила игры в регби, но и занимается вопросами их образования и оказания медицинской помощи.
Серж также является членом клуба под названием «Чемпионы за мир» (англ. Champions for the Peace), куда входят 54 атлета. Клуб создан международной организацией «Мир и спорт» (англ. Peace and Sport), которая базируется в Монако и занимается борьбой за мир на планете: пожертвования идут в помощь жертвам различных конфликтов, а также жителям слаборазвитых стран (в том числе Камбоджи и Мадагаскара).
С 2013 года функционирует организация «Французские легенды», созданная Сержем: её члены, бывшие регбисты, проводят благотворительные матчи по регби, средства от продажи билетов на которые идут в помощь различным ассоциациям.

## Литературная деятельность
Серж Бетсен является автором книги «Сделать солнце» (фр. Faire le soleil), также он стал автором предисловия к книге «Девушки в регби» (фр. Des filles en Ovalie) Жака Корти (выпущена в 2005 году).

## Достижения

### Клубные
- Чемпион Франции: 2002, 2005, 2006
- Финалист Кубка Хейнекен: 2006
- Финалист Кубка Лиги: 2002
- Победитель Мемориала Ива дю Мануа[фр.]: 2000

### В сборной
- Чемпионат мира:
  - 4-е место: 2003, 2007
    - 2003: 5 матчей (противники: Фиджи, Япония, Шотландия, Ирландия, Англия), 2 попытки (против Шотландии и Англии)
    - 2007: 5 матчей (противники: Аргентина, Ирландия, Грузия, Новая Зеландия, Англия)
- Кубок шести наций:
  - Участник: 2000—2007
  - Чемпион: 2002, 2004, 2007
  - Обладатель Большого шлема: 2002, 2004

### Личные
- Обладатель Золотого Оскара от журнала «Midi olympique»: 2002
- Орден Почётного легиона степени кавалера (30 декабря 2016)[13]. Вручён 2 июня 2017 года послом Франции в Великобритании[фр.] Сильви Берманн на церемонии во французском посольстве в Лондоне[фр.][14].

### Официальные сайты
- Официальный сайт Архивная копия от 5 мая 2015 на Wayback Machine  (фр.)
- Официальный сайт Академии Сержа Бетсена Архивная копия от 7 апреля 2016 на Wayback Machine  (англ.)  (фр.)
- Официальный сайт ассоциации French Legends Архивная копия от 25 ноября 2015 на Wayback Machine  (фр.)

### Профили
- Профиль на сайте ItsRugby Архивная копия от 29 апреля 2011 на Wayback Machine  (фр.)
- Профиль (англ.). ESPN. Дата обращения: 2 сентября 2021. Архивировано 28 апреля 2016 года.
- Профиль (фр.). ItsRugby. Дата обращения: 2 сентября 2021. Архивировано 6 июня 2016 года.
- Профиль на сайте European Professional Club Rugby  (англ.)
- Профиль на сайте чемпионата Англии  (англ.)
- Профиль на сайте французского клуба «Барбарианс»  (фр.)
- Профиль на сайте английского клуба «Барбарианс» Архивная копия от 4 марта 2016 на Wayback Machine  (англ.)